# Pozemní hokej na Letních olympijských hrách 1920
Pozemní hokej na LOH 1920 v Antverpách zahrnoval pouze turnaj mužů, Všechny zápasy tohoto turnaje se odehrály ve dnech 1. až 5. září 1920. Turnaje se zúčastnily 4 mužstva, která spolu hrála způsobem jeden zápas každý s každým, a poté byla vyhodnocena konečná tabulka turnaje a byly rozdány medaile.

## Turnaj mužů
| Zlato   | Velká Británie (GBR) |
| Stříbro | Dánsko (DEN)         |
| Bronz   | Belgie (BEL)         |

- 1. září
- Velká Británie - Dánsko 5:1
- Belgie - Francie 3:2
- 3. září
- Velká Británie - Belgie 12:1
- Dánsko - Francie 9:1
- 4. září
- Velká Británie - Francie 1:0 kontumačně
- 5. září
- Dánsko - Belgie 5:2

| Poř. | Tým            | Z | V | R | P | VG | OG | B |
| ---- | -------------- | - | - | - | - | -- | -- | - |
| 1.   | Velká Británie | 3 | 3 | 0 | 0 | 18 | 2  | 6 |
| 2.   | Dánsko         | 3 | 2 | 0 | 1 | 15 | 8  | 4 |
| 3.   | Belgie         | 3 | 1 | 0 | 2 | 6  | 19 | 2 |
| 4.   | Francie        | 3 | 0 | 0 | 3 | 3  | 13 | 0 |

## Medailisté
| Zlato | Stříbro | Bronz |
| --- | --- | --- |
| Velká Británie | Dánsko | Belgie |
| Charles Atkin John Bennett Colin Campbell Harold Cassels Harold Cooke Eric Crockford Reginald Crummack Harry Haslam Arthur Leighton Charles Marcon John McBryan George McGrath Stanley Shoveller William Smith Cyril Wilkinson | Hans Bjerrum Ejvind Blach Niels Blach Steen Due Thorvald Eigenbrod Frands Faber Hans Jørgen Hansen Hans Herlak Henning Holst Erik Husted Paul Metz Andreas Rasmussen | André Becquet Pierre Chibert Raoul Daufresne de la Chevalerie Fernand de Montigny Charles Delelienne Louis Diercxsens Robert Gevers Adolphe Goemaere Charles Gniette Raymond Keppens René Strauwen Pierre Valcke Maurice van den Bemden Jean van Nerom |